# Alt (Renato Zero)
| Recensione         | Giudizio |
| ------------------ | -------- |
| Studio Vivo Stereo |          |
| Rockol             |          |

Alt è il ventinovesimo album in studio del cantautore Renato Zero, pubblicato l'8 aprile 2016. L'album ha debuttato al numero 1 nella classifica ufficiale Fimi il 15 aprile. Il 13 maggio anche il vinile, uscito successivamente al CD, ha debuttato al numero 1.

## Il disco
Anticipato dal singolo Chiedi, Alt è un album in studio di Zero, autore di tutti i brani del disco, con la collaborazione di diversi autori e compositori, fra i quali Danilo Madonia, che si è occupato anche degli arrangiamenti.
Dopo la conferenza stampa del 7 aprile riservata ai giornalisti, il disco è stato presentato per la prima volta al pubblico il 20 aprile a Eataly Roma e il 22 aprile a Eataly Milano.
Il brano Gli anni miei raccontano è stato eseguito, in anteprima, durante l'ultima serata del Festival di Sanremo 2016. In quella occasione è stato annunciato anche il titolo dell'album e la data di uscita.
Il 20 agosto, L'Osservatore Romano ha elogiato l'album e pubblicato una esegesi testuale e teologica del brano Gesù.
L'album è stato certificato disco d'oro il 26 aprile e disco di platino l'11 luglio.
Il 12 luglio 2019 l'album è stato ristampato per la collana Mille e uno Zero, edita con TV Sorrisi e Canzoni.

## Tracce
1. Chiedi – 4:17 (Renato Zero-M.Fabrizio-Renato Zero)
2. In questo misero show – 4:30 (Renatozero-Incenzo-Madonia-Renatozero)
3. La lista – 4:08 (Renatozero-Madonia-Renatozero)
4. In apparenza – 3:56 (Renatozero-Incenzo-Madonia-Renatozero)
5. Il cielo è degli angeli – 3:41 (Renatozero-M. Fabrizio)
6. Il tuo sorriso – 3:59 (Renatozero-M. Fabrizio-L. Chiaravalli)
7. Perché non mi porti con te – 4:20 (Renatozero-Incenzo-V. Sica-M. Fanizzi-Renatozero)
8. Gesù – 3:58 (Renatozero-M. Fabrizio-Renatozero)
9. La voce che ti do – 4:12 (Renatozero-M. Fabrizio)
10. Nemici miei – 3:18 (Renatozero)
11. Vi assolverete mai – 3:45 (Renatozero-M. Fabrizio-L. Chiaravalli)
12. Alla tua festa – 5:01 (Renatozero-M. Fabrizio)
13. Rivoluzione – 4:16 (Renatozero-Incenzo-Palmer-V. Parisse)
14. Gli anni miei raccontano – 5:35 (Renatozero-Madonia-Renatozero)

## Formazione
- Renato Zero – voce
- Paolo Costa – basso
- Lele Melotti – batteria
- Steve Ferrone - batteria (in Gli anni miei raccontano e In questo misero show)
- Danilo Madonia – pianoforte, programmazione, tastiera, fisarmonica
- Andrea Maddalone, Giorgio Cocilovo – chitarra acustica
- Fabrizio Leo – chitarra elettrica
- Rosario Jermano – percussioni
- Elio Veniali – contrabbasso
- Silvia Trabucco, Marco Ferrari – violino
- Giuseppe Francese – viola
- Giulio Glavina – violoncello
- Bruno Giordana – sax
- Giorgio Tommasini, Arne Wallander, Peter Siedlaczeck– ottoni, legni
- Neri per Caso, Melody School – cori

## Classifiche

### Classifiche settimanali
| Classifica (2016) | Posizione massima |
| ----------------- | ----------------- |
| Italia            | 1                 |

### Classifiche di fine anno
| Classifica (2016) | Posizione |
| ----------------- | --------- |
| Italia            | 18        |

## Alt! Arena arrivo!
In corrispondenza all'uscita del disco, sono stati annunciati due eventi all'Arena di Verona, location dalla quale il cantante mancava da diciotto anni (l'ultima volta durante il Tour dopo Tour, nel 1998). Successivamente, in prima serata, Zero ha annunciato a I migliori anni l'aggiunta di una terza data. Le date sono state 1, 2 e 3 giugno 2016.
I Neri per Caso, Emma Marrone, Elisa e Francesco Renga si sono alternati come ospiti durante le tre serate all'Arena di Verona. L'orchestra è diretta dal Maestro Renato Serio. 
Il tour è ripreso, con una struttura diversa rispetto a Verona, a fine novembre, con Bologna come prima tappa.
Parti dei tre concerti sono state trasmesse su Rai 1 il 17 settembre 2016 e, in replica, il 6 maggio 2017, con il titolo Arenà - Renato Zero si racconta. Nel DVD, oltre al concerto dell'artista, sono presenti dei brevi video, in cui Zero dialoga con Sergio Castellitto e Carlo Giuffré all'interno del suo camerino. In uno dei video presenti nel DVD fanno una breve apparizione anche Carlo Conti, Giorgio Panariello e Leonardo Pieraccioni.
Scaletta Renato Zero Alt Tour Arena di Verona 1 giugno 2016
Primo tempo
1. Non dimenticarti di me (inedito)
2. Vivo
3. Chiedi
4. Figli della guerra
5. In questo misero show
6. Una magia
7. La lista
8. Il cielo è degli angeli
9. Voyeur
10. Mentre aspetto che ritorni
11. Il tuo sorriso
12. Cercami (02/06 feat. Elisa)
13. Inventi
14. Voglia d'amare
15. Figaro

Secondo tempo
1. Più su
2. Spiagge feat. Emma Marrone
3. Per sempre feat. Emma Marrone
4. Magari
5. Perché non mi porti con te
6. I nuovi santi
7. La voce che ti do
8. Sesso o esse
9. Gesù
10. Lune per noi (Neri per Caso)
11. Galeotto fu il canotto
12. In apparenza
13. Amico feat. Francesco Renga
14. Alla tua festa
15. Gli anni miei raccontano
16. I migliori anni della nostra vita
17. Il cielo